# Barville (Vosges)
Barville é uma comuna francesa na região administrativa do Grande Leste, no departamento de Vosges. Estende-se por uma área de 8.45 km², e possui 95 habitantes, segundo o censo de 2018, com uma densidade de 11 hab/km².